# Tallkroga malm

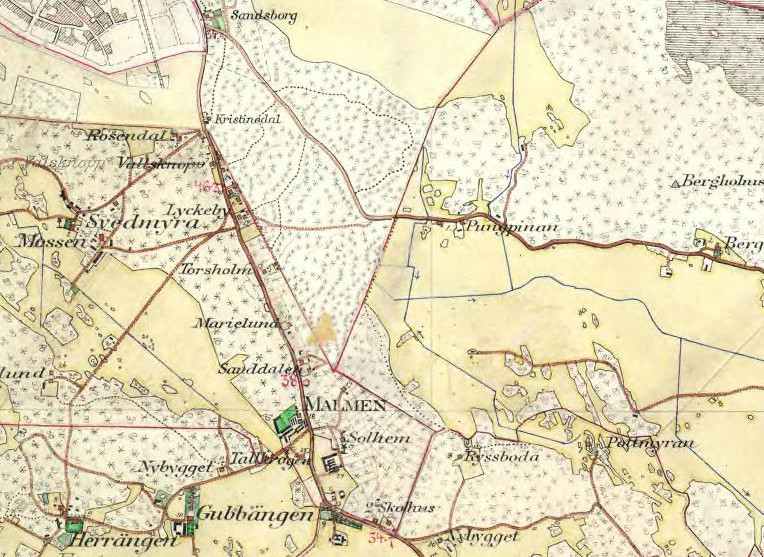
Malmen och Mossens gård ca 1900.

Tallkroga malm var ett område väster om Stockholmsåsen inom och söder om nuvarande Skogskyrkogården, där den gamla landsvägen till Dalarö gick, som idag återfinns som Minneslundsvägen. Utmed vägen fanns det i början av 1900-talet en samling byggnader som benämndes Malmen. 

## Historik
Marken tomtindelades 1899 och bebyggdes från 1900. Området ingick då i ägorna för Mossens gård som sedan 1905 köptes upp av Stockholms stad. Fram till 1930 fanns det boende kvar, innan det helt blev en del av Skogskyrkogården.
Norr om området utmed vägen låg torpen Kristinedal och Valsknopp med sin fortfarande existerande halvmilsten. Husen bestod sedan norr om Vårsolsvägen av Fridhem och Elseberg där det bedrevs bageriverksamhet, samt Lyckeby där det fanns affär och 13 familjer med inneboende. Söder om Vårsolsvägen återfanns Taxnäs, Torsholm, Marielund (revs 1918), Ellensborg med handelsbod till 1906, Sanddalen och Fridasborg. Området avslutades i söder av Lilla Tallkrogen och Solhem, alla söder om dagens Skogskyrkogård på marken för den nya entrén till Judiska församlingen södra begravningsplats. 

## Bilder

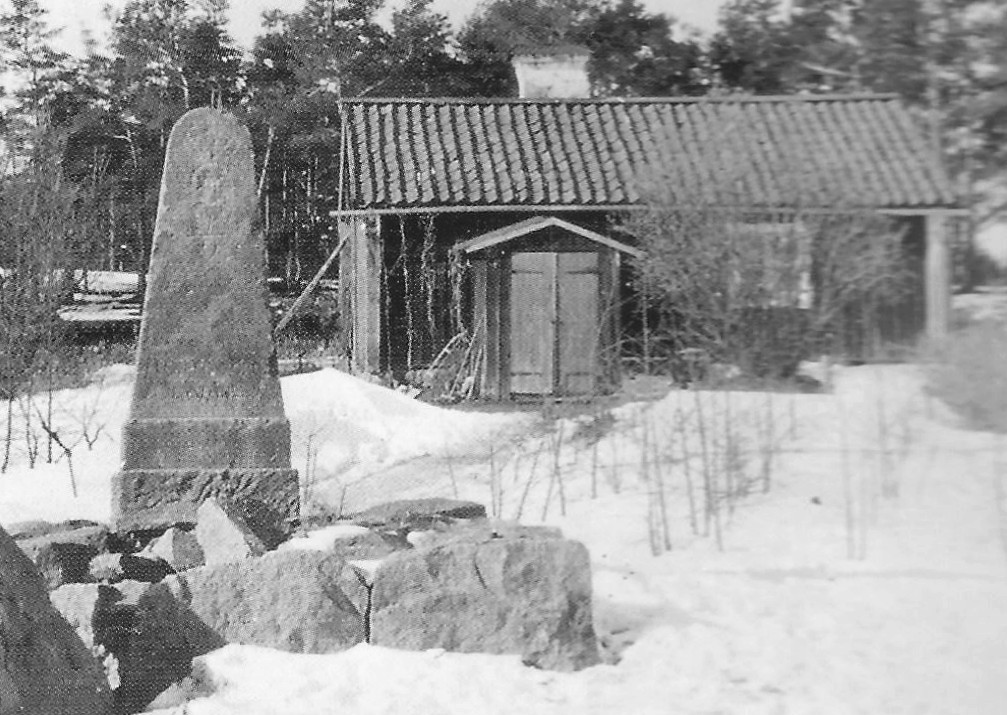
Valsknopp med halvmilstenen år 1937.
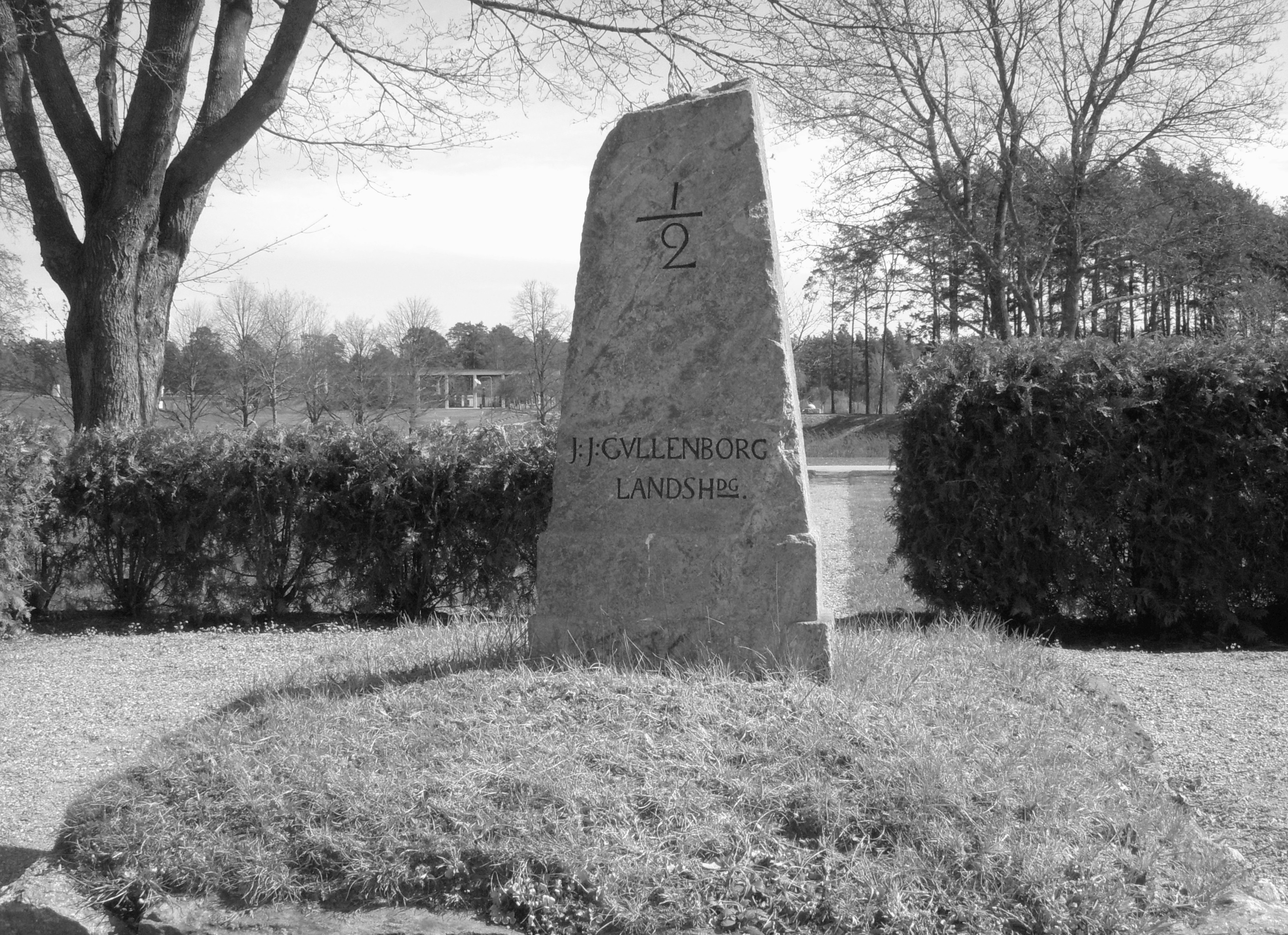
Halvmilstenen med avslagen topp år 2012.
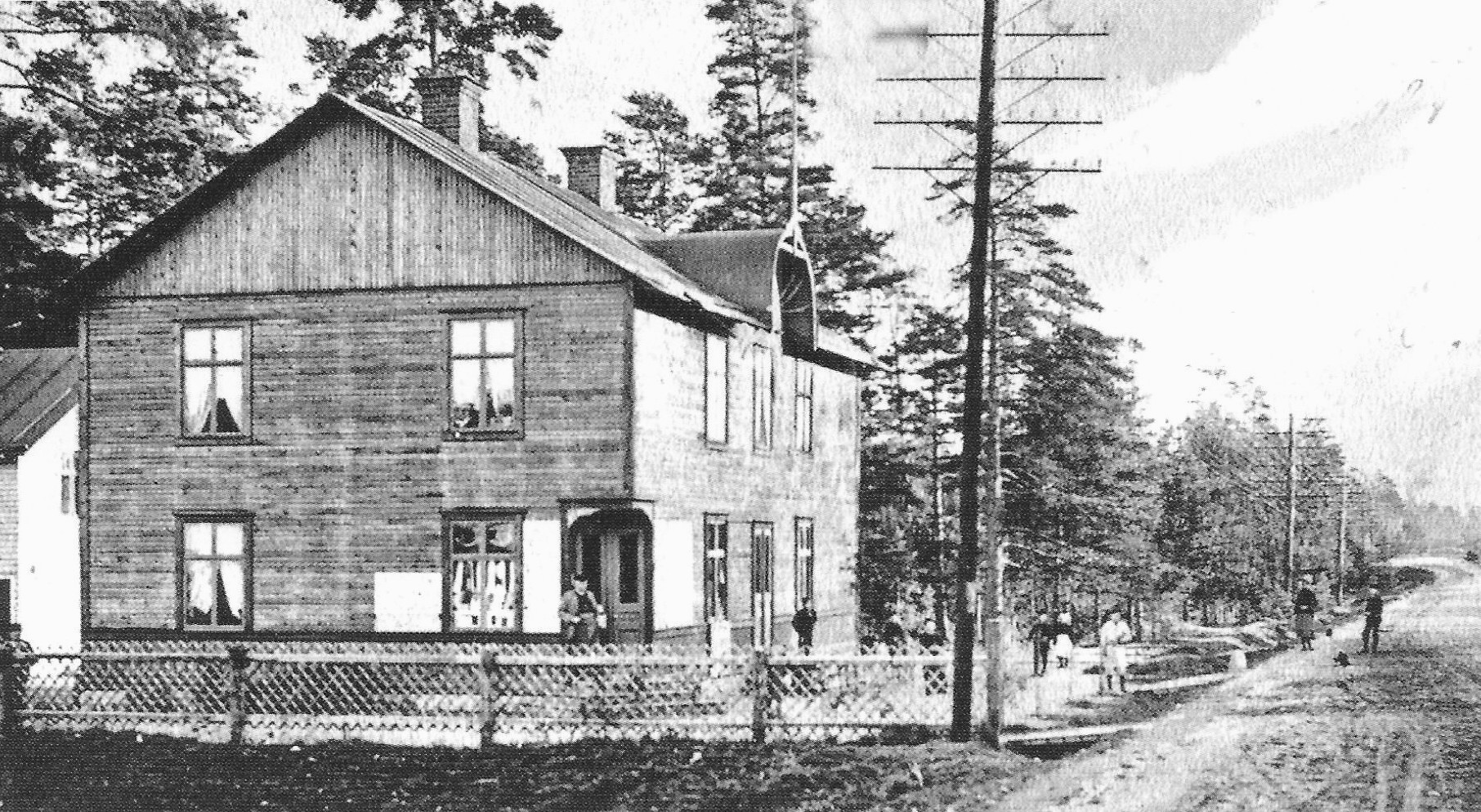
Lyckeby 1900 med landsvägen utanför.
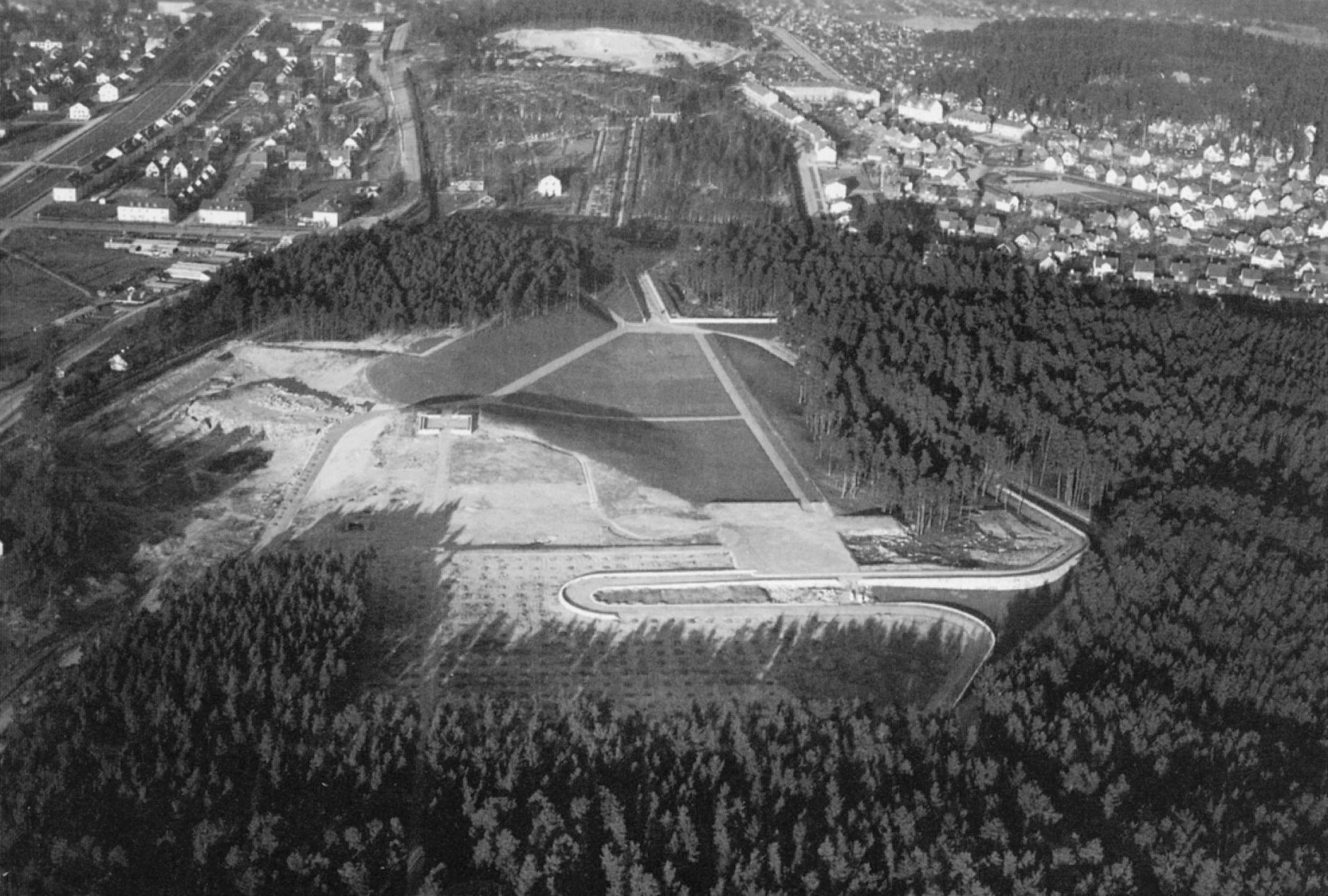
Skogskyrkogården 1934 (vy mot norr). Kristinedal syns till vänster om sandtagen.